# Алла Георгиева
Алла Георгиева е българо-украинска художничка. Занимава се със съвременно изкуство: живопис, инсталации, фотография, обекти, видео, пърформанс и карикатура (съвместно с Чавдар Георгиев). Изявява се и като куратор.

## Биография
Родена е през 1957 г. в град Харков, Украйна. Началното си художествено образование получава в Харковската детска художествена школа №1 „И. Е. Репин“. Продължава обучението си по рисуване в частната школа на Виталий Ленчин. През 1980 г. завършва Художествено-промишления институт в Харков (Худпром; днес Харковска държавна академия за дизайн и изкуство). Живее в България от 1981 г. До 1992 г. работи предимно в областта на книжната илюстрация, дизайна (Централен институт за промишлена естетика – ЦИПЕ), приложната графика, сатиричната живопис и карикатурата. На алтернативната българска сцена е известна с интересите си в областта на „женската гледна точка“ и нейното изразяване с адекватни за времето средства. Тя е една от основателките на сдружението на жените художнички „8-и март“, както и от инициаторките на изложбите „Версията на Ерато“ (1997) и „Обсебване“ (1999). От 2017 г. сътрудничи с политически карикатури (заедно с Чавдар Георгиев) в сатиричния вестник „Прас Прес“.
Член е на СБХ (1989) и на Клуба на (вечно) младия художник (1992).
Живее и работи в София и Харков.

## Персонални изложби[3]
- 2021 – „Коронавирусът в България / Дневник“, Национална галерия/Квадрат 500, София
- 2020 – „Музей на Жената/ Колекция на Алла Георгиева“, къща-музей на Вера Недкова, София
- 2018 – „Животът е песен“, галерия Структура, София
- 2015 – „Нашето! Музей на диванните войни“, Гьоте институт, София
- 2010 – „Вечерята на Франкенщайн“, галерия Сариев, Пловдив[4]
- 2008 – „За любовта, великата и малката“, галерия АРК проджектс, София[5]
- 2007 – „Честит рожден ден!“, Галерия FABS, Варшава, Полша
- 2003 – „Честит рожден ден!“, АТА Център и ИСИ, София

## Кураторски проекти
2011 – „Ре-продукция“, Софийски Арсенал – Музей за съвременно изкуство, България (съвместно с Надежда Джакова)

## Признание и награди[3]
- 2018 – номинация за награда на Столична община за ярки постижения в изкуството
- 2017 – Специална награда на предприятие „Скални материали“, гр. Русе в раздела „Съвременно изкуство“, XXIII Международно биенале на хумора и сатирата в изкуствата, Габрово
- 2012 – Специална награда на журито, Остен биенале на рисунката, 40. Световна галерия на рисунката, Скопие
- 2010 – Награда на Столична община на името и в памет на Доньо Донев на 35-а национална изложба на карикатурата (съвместно с Чавдар Георгиев)
- 2009 – Награда на СБХ за специализация в Сите интернасионал дез’ар, Париж, Франция
- 2008 – Grand Prix за карикатура на СБХ (съвместно с Чавдар Георгиев)
- 2007 – „Shortlist“ – номинация за наградата „Гауденц Б. Руф“
- 1998 – Награда на Фонда „Поддържане на изкуството в България“
- 1991 – Първа награда за рисувани картички на издателство „Отечество“
- 1990 – Втора награда за живопис на Х Международно биенале на хумора и сатирата в изкуствата, Габрово
- 1985 – Втора награда на изложба „Жени карикатуристки“, София
- 1984 – Първа награда на изложба „Жени карикатуристки“, София

## Публични колекции
- Колекция Дарик радио
- Колекция  Imago Mundi, Art Theorema, Лучано Бенетон
- Moderna Galeria /MG+MSUM/, Словения
- Национална галерия в София
- Европейска инвестиционна банка/European Investment Bank
- Софийска градска художествена галерия
- Bulgarian Consulate; Stills, Единбург, Шотландия
- Музей на хумора и сатирата, Габрово
- Художествена галерия „Петко Чурчулиев“, Димитровград